# Diari oficial
El diari oficial, butlletí oficial, gaseta oficial o registre oficial és la publicació que una administració pública o regional té per publicar les constitucions, els tractats, les lleis, els decrets, els reglaments i altres normes jurídiques que li competeixen. Una vegada que les normes o decisions han estat aprovades o sancionades per un o més òrgans dels poders de l'estat (poder legislatiu, poder executiu i poder judicial), han de ser promulgades i publicades perquè tinguin efectes jurídics i, per tant, siguin acatades i reconegudes com a part de l'ordenament jurídic de l'estat. Això amb base en el principi que la llei ha de ser coneguda pel públic perquè sigui legítima. En algunes situacions, particularment en Amèrica Llatina, quan la norma aprovada requereix reserva per referir-se a temes de la defensa nacional o tasques d'intel·ligència, es publica una separata de circulació restringida o reservada. El primer diari oficial publicat en el món va ser La Gazette de França, el 30 de maig de 1631.

## Diaris oficials diversos
Altres serveis públics, empreses estatals, municipalitat sobre entitats subnacionals també poden tenir una publicació oficial per donar a conèixer les seves normes jurídiques pròpies i altres decisions internes, en els casos que sigui requerit per disposició constitucional o legal.

### Organitzacions internacionals
- Diari Oficial de la Unió Europea (Unió Europea)

### Estatals
- Butlletí Oficial de la República Argentina[1]
- Azərbaycan, diari oficial de l'Azerbaidjan
- Butlletí Oficial de l'estat (BOE), Espanya
- Canadà Gazette
- Diari de Centreamèrica, diari oficial de Guatemala.[2]
- Diari Oficial de la União, Brasil
- Diari Oficial de Xile
- Diari Oficial de Colòmbia
- Diari Oficial de Salvador
- Diari Oficial de la Federació (DOF), Mèxic
- Diari Oficial de l'Uruguai
- Diari Oficial Peruà, Perú
- Diari Oficial de la República Bolivariana de Veneçuela
- Diari Oficial de la República de Cuba
- Diari Oficial de la República de Panamà[3]
- Journal Officiel (JORF), França
- La Gaceta, Diari Oficial de la República de Nicaragua
- London Gazette (Regne Unit)
- Registre Oficial d'Equador
- Ordre officiel du Canada
- Official Order of Canada

### De comunitats autònomes d'Espanya
- Butlletí Oficial de la Junta d'Andalusia (BOJA)
- Butlletí Oficial d'Aragó (BOA)
- Butlletí Oficial del Principat d'Astúries (BOPA)
- Butlletí Oficial de Cantàbria (BOC)
- Diari Oficial de la Generalitat de Catalunya (DOGC)
- Butlletí Oficial de Castella i Lleó (BOCyL)
- Diari Oficial d'Extremadura (DOE)
- Diari Oficial de la Generalitat Valenciana (DOGV)
- Butlletí Oficial de les Illes Balears (BOIB)
- Diari Oficial de Galícia (DOG)
- Butlletí Oficial de la Comunitat de Madrid (BOCM)
- Butlletí Oficial de Navarra (BON)
- Butlletí Oficial del País Basc (BOPV)

### De registres mercantils
- Butlletí Oficial del Registre Mercantil d'Espanya (BORME)